# Antífanes d'Atenes
|  | Per a altres significats, vegeu «Antífanes». |

Antífanes (en llatí Antiphanes, en grec antic Ἀντιφάνης) fou un poeta còmic atenenc que menciona Suides i diu que era posterior a Paneci (Panaetius).
No és esmentat per cap altre autor, llevat que aquest Antífanes fos l'autor, no clarament identificat, de l'obra περὶ Ἑταῖρῶν (Sobre els amics), que cita Ateneu de Nàucratis.